# Gymnoscelis callichlora
Gymnoscelis callichlora là một loài bướm đêm trong họ Geometridae.